# Bill Beaumont
William Blackledge Beaumont, llamado Bill Beaumont (Chorley, 9 de marzo de 1952) es un exjugador británico de rugby que se desempeñaba como segunda línea. Actualmente es presidente de la Rugby Football Union y de la World Rugby.
Bill Beaumont fue un capitán de la selección nacional de rugby de Inglaterra y miembro de los British and Irish Lions en la gira a Nueva Zelanda 1977. Es considerado uno de los mejores segunda línea de la historia, tuvo sus momentos más espectaculares en los años 1980. Desde 2014 es miembro del Salón de la Fama de la World Rugby.

## Biografía
Bill Beaumont ha ganado muchos premios, tales como los 34 casquillos que ganó para Inglaterra. Fue capitán para su país 21 veces, haciendo su apertura internacional en Dublín.
Ha realizado numerosos viajes por múltiples países como Australia en el año 1975, Japón, Fiyi y Tonga en el año 1979.
Lamentablemente cuando en el año 1982 lo lesionaron, terminó su carrera y no pudo jugar más para su equipo.
Actualmente es el presidente honorario de la "Wooden Spoon" de la caridad del rugby con la finalidad de mejorar la calidad de vida de los niños perjudicados y de la gente joven en Gran Bretaña y de Irlanda.

## Distinciones
- Ganador del torneo del año 1980.
- Integrante de la selección inglesa: 2 veces en el año 1975, 5 en 1976, 4 en 1977, 5 en 1978, 5 en 1979, 4 en 1980, 6 en 1981, 2 en 1982.
- 34 veces participante con el equipo de Inglaterra, incluyendo 21 veces como capitán.
- Participó en cinco torneos nacionales: En el año 1975, 1976, 1977, 1978, 1979, 1980, 1981 y 1982.